# Incidente de Val Johnson
O incidente de Val Johnson refere-se a um suposto encontro de Val Johnson, xerife do Condado de Marshall, em Minnesota, com um OVNI em 1979.

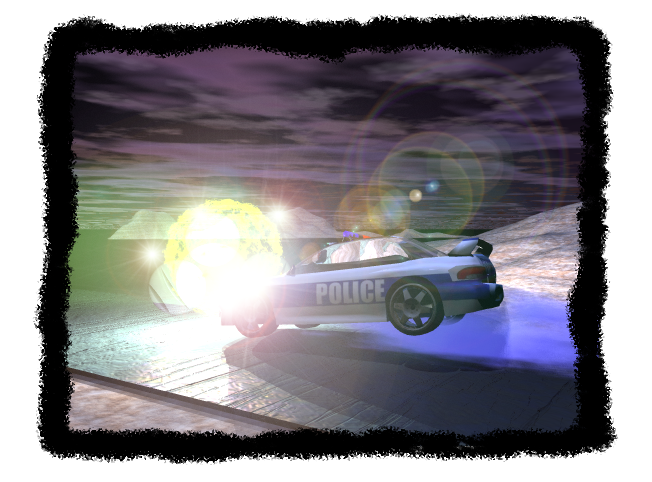
Reconstrução artística do suposto incidente.

## Incidente
Johnson disse que, enquanto estava em patrulha perto de Stephen, em Minnesota, às 2 horas da manhã do dia 27 de agosto de 1979, viu um feixe de luz logo acima da estrada. De acordo com Johnson, o feixe acelerou em direção a ele, sendo seu carro de polícia engolido pela luz, segundo ele, ouvindo o vidro de seu carro de policia se quebrando, Johnson disse que ficou inconsciente 39 minutos e quando acordou, percebeu que seu relógio de pulso e o relógio do veículo tinham parado por 14 minutos. O para-brisa foi quebrado, um farol e uma luz vermelha de emergência foi danificada e uma fina antena de rádio curvada também foram danificadas. Policiais que responderam à chamada de Johnson para ajudar a encontrar o seu carro de polícia, que posteriormente fora encontrado na lateral da estrada. Johnson sofreu hematomas e irritação ocular. Quando a história recebeu repercussão nacional, Johnson disse aos jornalistas que a atenção repentina tinha causado a ele e sua família uma grande quantidade de tensão emocional. Em 11 de setembro de 1979, Johnson apareceu como um convidado no programa televisivo da ABC Good Morning America.

## Na ufologia
Há ufólogos que consideram o incidente envolvendo Johnson como um dos mais significativos e mais divulgados eventos ufológicos da década de 70. Allan Hendry, do Centro de estudos ufológicos, investigou os danos ao carro de Johnson, juntamente com outros aspectos do incidente, e concluiu que Johnson não tinha fraudado o evento. De acordo com o ufólogo Jerome Clark, Johnson se recusou a fazer um teste de polígrafo, porque ele sentiu que fazer isso "só satisfaria a curiosidade mórbida das pessoas". Em seu livro, UFOs: The Public Deceived, o  cético ufólogo, Philip Klass, argumentou que todo o evento foi um embuste.